# 井上芳雄
井上 芳雄（いのうえ よしお、1979年〈昭和54年〉7月6日 - ）は、日本の俳優、歌手、声優。ミュージカルを中心に活動。身長182cm。グランアーツ所属。妻は歌手で女優の知念里奈。

## 略歴
福岡県福岡市早良区出身。中学時代を1年間アメリカ・ノースカロライナ州で過ごす。
西南学院舞鶴幼稚園、福岡市立原北中学校、西南学院高等学校、東京藝術大学音楽学部声楽科卒業。小学生4年生の時に劇団四季の「キャッツ」を観劇し、以降ミュージカル俳優を志す。東京藝術大学在学中の2000年に、小池修一郎の誘いでオーディションを受けたミュージカルエリザベートの皇太子ルドルフ役でデビューを飾る。しかし、当時は演技は未経験であったため、蜷川幸雄の下で鍛錬を積む。
「ミュージカル界のプリンス」と呼ばれており、出待ちをするファンがつくる道は「プリンスロード」と言われている。
2013年、浦井健治、山崎育三郎とStarS（スターズ）というユニットを結成し、CDリリースやコンサートなどを行い、2014年には、StarSのメンバーとして、第5回岩谷時子賞・奨励賞を受賞。
両親ともにクリスチャンであり、同じくクリスチャンである知念里奈との結婚を機に2016年に洗礼を受け、自身もクリスチャンとなった。
2019年には、ウィーンミュージカルの成功でオーストリアの歴史・文化を広めた功績を讃え、オーストリア政府から「オーストリア共和国有功栄誉金章」が授与された。
2021年4月からスタートした『はやウタ』（NHK総合）で、自身初の歌番組のレギュラー司会を務めている。2022年4月10日放送の『行列のできる相談所 祝!20周年の3時間生放送スペシャル』（日本テレビ）内で、「行列のできる相談所」の新MCとして加入することがサプライズ発表されるなど、積極的にMC業にも励んでいる。
2022年4月、日比谷野音100周年記念事業実行委員会メンバーに就任。日比谷音楽祭のプロジェクト企画として、2023年10月に日比谷公園大音楽堂にてミュージカル俳優としては初の野外コンサートを開催した。

## 人物
両親がクリスチャンだったこともあり、子どもの頃から聖歌隊に入り、ミュージカルに出会う前から人前で歌っていた。
小学校と中学校では生徒会長を務め、特に中学生時代は人生最大のモテ期で、学校の外掃除をしていた生徒会長の井上を女子生徒が教室から外を見て掃除をしなくなったため、掃除場所を変えられたというエピソードがある。
当時大学教員（のちに大学教授）だった父親の留学を機に１年間アメリカ・ノースカロライナに移り住む。英語が喋れなかった当時は学校生活が辛く、ブロードウェイでミュージカルを観ることだけが心の支えだった。
憧れの俳優は石丸幹二と公言しており、2023年にミュージカル『ラグタイム』で舞台初共演を果たした。いつかブロードウェイの舞台に立つという夢がある。
好きな食べ物は「ごぼう天うどん」で、小学校時代から通う地元福岡の「大助うどん」は世界一おいしいと太鼓判を押している。一味唐辛子を持ち歩くほどの辛党で、うどん以外にもどんな食べ物にもかけて食べる。2024年のコンサートグッズとして芳雄一味（一味唐辛子）を発売した。自宅にワインセラーがあるほどのワイン好き。
妹は元宝塚歌劇団花組男役の初輝よしやである。妻の知念里奈とは2016年に結婚、同時に知念が前夫との間に産んだ息子の父親になる。2018年には二人の間に次男が誕生した。長男の井上慈英はKバレエ トウキョウ（英: K-BALLET TOKYO）にアーティストとして2024年9月に入団したがドイツでのバレエ留学のため2024年12月末に退団した。

## 出演
※ 役名が太字表記は主演作品

### 舞台
- エリザベート
  - （2000年6月 - 8月、2001年4月 - 5月、2001年8月 - 10月、2005年9月） - ルドルフ 役
  - （2015年6月 - 8月、2016年6月 - 10月、2019年6月 - 8月、2020年4月 - 8月 全公演中止[25]、2023年1月、2025年10月 - 11月） - トート 役[26]
- ハロルドとモード 朗読会（2000年11月）  - ハロルド 役
  - ハロルドとモード ドラマリーディング＆アクト（2001年6月） - ハロルド 役
- バタフライはフリー（2002年3月 - 4月）- ドン･ベイカー 役
- モーツァルト！（2002年10月 - 12月、2005年6月、2007年11 - 12月、2010年11月 - 2011年1月、2014年11月 - 2015年1月）- ヴォルフガング・モーツァルト 役
- 亜門版ファンタスティックス（2003年2月 - 3月、2005年2月 - 4月） - 青年（マット） 役
- テノールな男たち（2003年5月）
- シンデレラストーリー（2003年7月 - 8月） - チャールズ王子 役
- ハムレット（2003年11月）- レアティーズ 役
- ミス・サイゴン（2004年8月 - 11月、2008年7月 - 10月、2009年1月 - 2月）- クリス 役
- LOVE LETTERS（2004年12月）
- アンナ・カレーニナ（2006年2月） - ヴロンスキー 役
- ミー・アンド・マイガール（2006年6月、2009年6月 - 7月）- ビル 役[27]
- マリー・アントワネット（2006年11月 - 2007年3月）- アクセル・フェルゼン 役
- ロマンス（2007年8月 - 9月） - チェーホフ（少年） 役
- ウェディング・シンガー（2008年2月、2011年3月 - 4月、2013年3月）- ロビー 役
- ルドルフ 〜ザ・ラスト・キス〜 （2008年5月、2012年7月）- ルドルフ 役
- ミュージカル仕立ての歌語り「届かなかったラヴレター」Vol.1（2009年2月）
- SHOW STAGE NO.1 「Triangle ～ルームシェアのススメ～」（2009年3月 - 4月） - 沢渡ナツメ 役
  - SHOW STAGE NO.1!「Triangle vol.2〜探し屋ジョニーヤマダ〜」（2011年10月 - 11月） - ジョニー 役
- こまつ座 シリーズ
  - こまつ座＆ホリプロ公演「組曲虐殺」（2009年10月、2012年12月 - 2013年2月、2019年10月 - 12月）- 小林多喜二 役
  - こまつ座 第101回公演「イーハトーボの劇列車」（2013年10月 - 11月） - 宮沢賢治 役[28]
  - こまつ座 第135回公演「日本人のへそ」（2021年3月6日 - 28日、紀伊國屋サザンシアターTAKASHIMAYA / 4月6日・7日、関内ホール 大ホール / 4月1日 - 4日、新歌舞伎座 / 4月10日、多賀城市民会館 大ホール / 4月17日・18日、日本特殊陶業市民会館（ビレッジホール）） - 会社員 役 他
- シェルブールの雨傘（2009年12月 - 2010年1月、2014年9月 - 10月）- ギイ 役[29]
- キャンディード（2010年6月）- キャンディード 役
- SHOW-ism Series[30]
  - 「DRAMARICA/ROMANRICA」（2010年7月）
  - SHOW-ismⅢ「DRAMARICA/ROMANRICA W」（2011年6月）
  - SHOW-ism Ⅳ「TATOO14」（2012年5月） - Sky 役
  - SHOW-ism V「DRAMATICA/ROMANTICA V」（2012年10月）
  - SHOW-ism VIII「ユイット ∞」（2015年2月）
  - ON STAGE & STREAMING『SHOW-ISMS』2010-2020（2020年7月20日 - 7月25日、シアタークリエ）
- 朗読劇 LOVE LETTERS - アンディ 役 
  - 20th（2010年6月29日、パルコ劇場）※ 中越典子と共演
  - 30th こけら落としスペシャル（2020年2月16日、パルコ劇場）※ 坂本真綾と共演[31]
- 三銃士（2011年7月 - 8月）- ダルタニャン 役
- ハムレット（2012年2月 - 3月）- ハムレット 役
- 負傷者16人-SIXTEENWOUNDED-（2012年4月 - 5月）- マフムード 役
- 朗読「宮沢賢治が伝えること」（2012年6月3日、世田谷パブリックシアター）
- ダディ・ロング・レッグズ 〜足ながおじさんより〜 - ジャーヴィス 役[32]
  - 2012年9月、2013年1月、2014年3月、2017年11月 - 12月、2020年9月 ※ 坂本真綾と共演
  - 2022年（8月14日 - 17日、シアター1010 / 8月19日 - 22日、梅田芸術劇場シアター・ドラマシティ / 8月24日 - 31日、シアタークリエ） ※ 上白石萌音と共演[33]
- 二都物語 - シドニー・カートン 役
  - 初演（2013年7月 - 8月）
  - 再演（2025年5月7日 - 5月31日、明治座 / 6月7日 - 12日、梅田芸術劇場メインホール / 6月21日 - 29日、御園座 /　7月5日 - 13日、博多座）[34]
- 朗読活劇 レチタ・カルダ「沖田総司」（2013年4月13日、浅草 東本願寺 本堂特設ステージ / 6月1日、大本山・くろ谷 金戒光明寺）
- 冬眠する熊に添い寝してごらん（2014年1月） - 川下一 役
- 「井上芳雄による『夜と霧』〜苦しみの果て、それでも人生に然りと云う〜」（2014年7月、2016年2月、2016年9月）
- PARCO PRESENTS『正しい教室』（2015年3月 - 4月） - 菊池真澄 役
- パッション （2015年10月 - 11月） - ジョルジオ 役[35]
- 漂流劇 ひょっこりひょうたん島（2015年12月 - 2016年2月） - マシンガン・ダンディ 役
- アルカディア（2016年4月 - 5月） - セプティマス 役[36][37]
- ナイスガイ in ニューヨーク（2016年12月）- アラン・ベーカー 役[38]
- KERA Series
  - 昭和三部作・完結編「陥没」（2017年2 - 3月） - 木ノ内是晴 役[39]
  - KERA meets CHEKHOV「桜の園」（2020年4月4日 - 29日、Bunkamuna シアターコクーン） - トロフィーモフ 役 ※緊急事態宣言のため全公演中止[40]
    - KERA meets CHEKHOV Vol.4/4 『桜の園』（2024年12月8日-27日 世田谷パブリックシアター、2025年1月6日-13日 ＳｋｙシアターＭＢＳ、2025年1月18日-26日 キャナルシティ劇場） - トロフィーモフ 役[41]

  - KERA・MAP#010「しびれ雲」（2022年11月6日 - 12月4日、下北沢 本多劇場 / 12月8日 - 11日、兵庫県立芸術文化センター 阪急 中ホール / 12月17日・18日、北九州芸術劇場 中劇場 / 12月24日・25日、りゅーとぴあ 新潟市民芸術文化会館・劇場）[42]
- グレート・ギャツビー（2017年5月、日生劇場 /6月、名古屋 / 7月、大阪）[43] - ジェイ・ギャツビー 役

- りゅーとぴあプロデュース『星の王子さま』(2017年6月29日、新潟 / 8月8日・9日、東京芸術劇場 プレイハウス) - 飛行士 役
- 謎の変奏曲（2017年9月、世田谷パブリックシアター / 大阪 / 10月、新潟・福岡）[44] - ラルセン 役
- 黒蜥蜴（2018年1月 - 2月）- 明智小五郎 役[45]
- 『リトル・マーメイド』イン・コンサート（2018年2月11日 - 2月14日、東京 / 大阪） - エリック王子 役[46]
- 「1984」(2018年4月12日 - 5月13日、新国立劇場小劇場 / 5月16日・17日兵庫 / 5月20日、豊橋) -  ウィンストン 役
- ナイツ･テイル ー騎士物語ー（2018年7月27日 - 8月29日、2021年10月6日 - 11月7日、帝国劇場）（2018年9月18日 - 10月15日、 2021年9月7日 - 2021年9月30日、梅田芸術劇場 メインホール、(2021年11月13日 - 2021年11月29日、博多座)[47][48] - パラモン 役
  - ナイツ･テイル ー騎士物語ー ARENA LIVE（2025年8月2日 - 10日〈予定〉、東京ガーデンシアター）[49]
- ナターシャ・ピエール・アンド・ザ・グレート・コメット・オブ・1812（2019年1月、東京芸術劇場 プレイハウス）- ピエール 役[50]
- 十二番目の天使（2019年3月16日 - 4月4日、シアタークリエ / 4月6日・7日、りゅーとぴあ新潟市民芸術文化会館 / 4月9日・10日、北國新聞赤羽ホール / 4月13日・14日、水戸芸術館ACM劇場 / 4月17日、レクザムホール(香川県県民ホール)大ホール / 4月19日、久留米シティプラザ ザ・グランドホール / 4月21日、越前市文化センター / 4月24日、日本特殊陶業市民会館 ビレッジホール / 4月26日 - 29日、兵庫県芸術文化センター阪急中ホール）- ジョン 役[51]
- シャボン玉とんだ宇宙（ソラ）までとんだ（2020年1月7日 - 2月2日、シアタークリエ / 2月7日 ‐ 2月9日、福岡 / 2月12日 ‐ 2月15日、大阪）- 三浦悠介 役
- プロデューサーズ（2020年11月9日 ｰ 12月6日、東急シアターオーブ） - マックス 役
- シブヤデアイマショウ（2021年4月19日 - 21日、Bunkamuraシアターコクーン） - 日替わりゲスト
- パルコ・プロデュース「首切り王子と愚かな女」 (2021年6月15日 - 7月4日、PARCO劇場 / 7月10日・11日、サンケイホールブリーゼ / 7月13日、JMSアステールプラザ 大ホール / 7月16日・17日、久留米シティプラザ ザ・グランドホール） - 首切り王子 トル 役[52]
- リトルプリンス（2022年1月8日 - 31日、シアタークリエ / 2月4日 - 6日、日本特殊陶業市民会館ビレッジホール） - 飛行士 / キツネ 役[53]
- 奇蹟　miracle one-way ticket（2022年3月12日 - 4月10日、世田谷パブリックシアター / 4月13日 - 17日、森ノ宮ピロティホール） - 法水連太郎 役[54]
- ガイズ＆ドールズ（2022年6月9日 - 7月9日、帝国劇場 / 7月16日 - 29日、博多座） - スカイ・マスターソン 役[55]
- リーディング・プロジェクト（2022年9月16日 - 19日、草月ホール）
- ジェーン・エア（2023年3月11日 - 4月2日、東京・東京芸術劇場 プレイハウス / 4月7日 - 13日、大阪・梅田芸術劇場 シアター・ドラマシティ）- エドワード・フェアファックス・ロ - チェスター 役 [56]
- ムーラン・ルージュ！ザ・ミュージカル - クリスチャン 役[57][58]
  - 2023年公演（2023年6月24日 - 8月31日、東京・帝国劇場）
  - 2024年公演（2024年6月20日 - 8月7日、東京・帝国劇場 / 2024年9月14日 - 28日、大阪・梅田芸術劇場 メインホール）
- ラグタイム（2023年9月9日 - 30日、日生劇場 / 2023年10月5日 - 8日、梅田芸術劇場メインホール / 10月14日・15日、愛知県芸術劇場 大ホール）- コールハウス・ウォーカー・Jr.役[59]
- ベートーヴェン（2023年12月、日生劇場 / 2024年1月、福岡・名古屋・兵庫） - ルートヴィヒ・ヴァン・ベートーヴェン 役[60]
- メディア / イアソン（2024年3月12日 - 31日公演予定、世田谷パブリックシアター / 4月4日 - 6日公演予定、兵庫県立芸術文化センター 阪急中ホール） - イアソン 役 ※南沢奈央とダブル主演[61][62]
- 大地の子（2026年2月26日 - 3月17日〈予定〉、明治座） - 陸一心 役[63]

### コンサート・イベントなど
※ StarSの活動は「StarS」を参照。
- 一路真輝『DIVA 2001』（2001年12月）/『DIVA 2004』（2004年6月）- ゲスト出演[64]
- 東京會舘トークサロン　井上芳雄（2002年2月10日、東京會舘）
- First Live 「sotto voce」（2002年7月22日 - 25日、草月ホール）
  - 井上芳雄コンサート2004「A New Life」（2004年5月13日、16日 アートスフィア、2004年5月28日 シアター・ドラマシティ）
  - 井上芳雄LIVE2005「星に願いを」（2005年9月14日 - 19日、アートスフィア）
  - 井上芳雄LIVE2006「How do you keep the music playing?」（2006年8月1日 梅田芸術劇場シアター・ドラマシティ、2006年8月3日 メルパルクホール福岡、2006年8月5日 愛知厚生年金会館 ホール）
  - 井上芳雄LIVE2007（2007年6月18日 - 23日、六本木スイートベイジル）
- 井上芳雄 Christmas Dinner Show My Favorite Song for You（2003年12月21日 ホテル阪急インターナショナル、2003年12月22日、25日 ホテル日航東京）
  - 井上芳雄 クリスマスディナーショー（2004年12月19日 福岡ブルーノート、2004年12月21日 ホテル阪急インターナショナル、2004年12月23日 - 24日 ホテル日航東京）
  - 井上芳雄クリスマスディナーショー（2008年12月22日、帝国ホテル東京）
  - 井上芳雄ディナーショー（2010年3月21日 - 22日、帝国ホテル東京）
  - 井上芳雄クリスマスディナーショー（2011年12月19日 - 20日、帝国ホテル）
- ミュージカルコンサート『Mitsuko』（2005年12月9日、Museumsquartier　Hall E（オーストリア・ウィーン））
- NＨＫ歌謡チャリティーコンサート（2007年4月20日、群馬県民会館）
- JASRAC文化事業トーク＆コンサート　日本の歌謡史を彩った作家達シリーズ　昭和の歌人（うたびと）たち　第5回　中田喜直～「めだかのがっこう」から「夏の思い出」～（2007年5月18日、けやきホール）
- 藝大プロジェクト'07 ～グリーク・シベリウス～ 藝大定期第324回演奏会　劇音楽《ペール・ギュント》（全曲）ヘンリク・イプセンによる戯曲への付随音楽（2007年6月8日、東京藝術大学奏楽堂）
- クミコ デビュー25周年記念スペシャル・コンサート（2007年7月1日 - 3日 ル テアトル銀座）
- 島田歌穂・ワンウーマン・シリーズ　2007『One Night Only』（2007年10月10日 東京芸術劇場 大ホール）
- 東京會舘トークサロンスペシャル Exciting Talk on MUSICAL(2008年1月14日、東京會舘）
- 日本フィルハーモニー交響楽団「第175回サンデーコンサート」（2008年2月6日 - 28日、2008年3月30日、東京芸術劇場）
- My Favorite Songs ～私の好きなあの歌を～（2008年9月18日、日本武道館）
- みずほフィナンシャルグループサントリーホール「第20回　成人の日コンサート2009」（2009年1月12日、サントリーホール）
- 市村正親・鹿賀丈史 それぞれのコンサート（2010年3月4日 - 14日、東京国際フォーラム ホールC）
- Frank&Friends-フランク&フレンズ-（2010年3月11日 - 14日、Bunkamuraオーチャードホール）
- シベールアリーナコンサート「お芝居と音楽の素敵な関係」（2010年4月18日、山形・シベールアリーナ）
- 松本隆作詞活動40周年記念　風街ガラ・コンサート（2010年5月16日、Bunkamuraオーチャードホール）
- クリエ・ミュージカルコンサート『M.クンツェ&S.リーヴァイの世界』（2010年6月21日、シアタークリエ）
  - ウィーン・ミュージカルコンサート『M.クンツェ＆S.リーヴァイの世界～2nd Season～』（2012年3月25日、東京国際フォーラム ホールC）
- 井上芳雄10周年記念コンサート（2010年9月11日 - 20日、青山劇場）
- 乙成孝二ダンスヴィレッジ「25Anniversary　SPECIAL　STAGE　Dance　MEMORIAL25」（2010年12月26日、福岡市民会館 大ホール）
- 「届かなかったラヴレターコンサート2011」涙の数だけ愛がある、歌がある（2011年2月11日、Bunkamuraオーチャードホール）
- 小曽根真プロデュース「井上ひさしに捧ぐ」（2011年5月11日、Bunkamuraオーチャードホール）
- 林英哲STB139・スペシャルライブ2days（2011年5月19日 - 20日、STB139）
- 大阪芸術大学プロムナードコンサート2011　クラシックmeets ポップス＆ミュージカル（2011年8月29日 NHK大阪ホール、2011年8月30日 愛知県芸術劇場（大ホール）、2011年8月31日 神戸市文化ホール）
- 林英哲×井上芳雄　スペシャル・コラボレーション・ライヴ（2011年12月2日 - 3日、福岡国際会議場 メインホール）
- 東急ジルベスターコンサート2011-2012（2011年12月31日、Bunkamuraオーチャードホール）
- 彩吹真央20周年記念コンサート「80 Seasons」（2013年4月20日、Bunkamuraオーチャードホール）
- オリンピックコンサート2013（2014年6月6日、東京国際フォーラム ホールＡ）
- 井上芳雄-Come Fly With Me-Birthday Special Week（2014年7月3日 - 6日、Billboard Live TOKYO）
- オーケストラ・アンサンブル金沢　ファンタスティック・クラシカルコンサート（2014年7月12日、石川県立音楽堂 コンサートホール）
- 島田歌穂 デビュー40周年記念コンサート（2014年10月1日、ゆうぽうとホール）
- 井上芳雄「ディズニー・オン・クラシック ～まほうの夜の音楽会 2014」12月19日 東京公演アンコール（2014年12月19日、東京国際フォーラム ホールA）
- 井上芳雄 シングス ディズニー 〜ワン・ナイト・ドリーム!（2015年2月18日、東京国際フォーラム ホールA）
- クミコ　コンサート2015「広い河の岸辺」～The Water Is Wide～（2015年7月5日、東京国際フォーラム ホールC）
- WOWOWオリジナル「僕らのミュージカル・ソング コンサート」（2015年8月4日、ビルボードライブ東京）
- 25th Anniversary 花總まり　First Concert ～Especially For You～（2016年2月27日、TBS赤坂ACTシアター）
- 石井一孝　ソロコンサート2016（2016年3月27日、ヤクルトホール）
- Yoshio Inoue sings Disney ～Dream Goes On!（2016年5月19日 東京国際フォーラム ホールA、2016年5月22日 フェスティバルホール、2016年5月25日 福岡市民会館、2016年5月26日 愛知県芸術劇場 大ホール）
- THE SOUND OF SHIMAKEN ～66th Anniversary Concert on 6.6（2016年6月6日、東京芸術劇場 コンサートホール）
- 「HEROES」グランアーツスペシャル LIVE 2016（2016年12月12日、Bunkamuraオーチャードホール）
- トニー賞コンサート in TOKYO（2017年3月18日、東京国際フォーラム ホールA）
- That's MUSICAL！ プレミアムコンサート IN 富山（2017年3月25日、オーバード・ホール）
- 「イディナ・メンゼル」東京公演（2017年4月1日、日本武道館）
- 第23回 活水同窓会チャリティー災害義援・ラッセル奨学金「井上芳雄トークショー ～ お話と うた ～」（2017年7月26日、長崎市チトセピアホール）
- 『井上芳雄 by MYSELF』 スペシャルライブ（2017年10月12日、東京国際フォーラム ホールA）
- レジェンド・オブ・ミュージカル in クリエ
  - vol.1（2017年11月7日、シアタークリエ） - レジェンド：草笛光子、ゲスト：島田歌穂
  - vol.2（2018年2月15日、シアタークリエ） - レジェンド：宝田 明
  - vol.3（2018年12月14日、シアタークリエ） - レジェンド：松本白鸚
  - vol.4（2019年6月23日、シアタークリエ） - レジェンド：鳳蘭
  - vol.5（2019年11月13日、シアタークリエ） - レジェンド：上條恒彦
  - vol.6（2021年1月21日、シアタークリエ） - レジェンド：光枝明彦
  - vol.7（2022年1月25日、シアタークリエ） - レジェンド：初風諄
  - vol.8（2024年10月21日、シアタークリエ） - レジェンド：前田美波里
- 第61回 NHKニューイヤーオペラコンサート（2018年1月3日、NHKホール）
- シアタークリエ10周年記念コンサート「TENTH」（2018年1月30日 - 31日、シアタークリエ）
- Disney on CLASSIC Premium 『リトル・マーメイド』イン・コンサート（2018年2月11日 - 12日 日本武道館、2018年2月14日 大阪城ホール）
- 2018 宮川彬良まつり（2018年2月18日、アクトシティ浜松 大ホール）
- cube 三銃士『Mon STARS Concert ～Again～』（2017年2月21日、Bunkamura オーチャードホール）
- つながる心 つながる力 みんなでつくる復興コンサート2018（2018年3月10日、東北大学百周年記念会館 川内萩ホール）
- 稲沢市制６０周年記念「ＮＨＫネイチャーコンサート（2018年9月12日、名古屋文理大学文化フォーラム[稲沢市民会館] 大ホール）
- YOSHIO INOUE by MYSELF SPECIAL"LIVE"（2018年10月27日、11月29日、東京国際フォーラム ホールA）
- 佐渡 裕 指揮　シエナ・ウインド・オーケストラ演奏会2018（2018年12月24日、森のホール21 大ホール）
- 第24回宮崎国際音楽祭 スペシャルプログラム シリーズ「ポップス・オーケストラ in みやざき」～宮川彬良のびっくりアカデミー～（2019年5月18日、メディキット県民文化センター[宮崎県立芸術劇場]アイザックスターンホール）
- 石丸幹二オーケストラコンサート2019　～ミュージカル、29年の道のり～（2019年6月15日、ザ・シンフォニーホール）
- 日比谷音楽祭
  - 日比谷音楽祭『日比谷ブロードウェイ Musical Stage Hibiya Broadway Musical Stage』（2019年6月2日、日比谷公園小音楽堂) - 井上芳雄・田代万里生・屋比久知奈
  - 日比谷音楽祭2021『Hibiya Dream Session1』（2021年5月29日、日比谷公園YAON、U-NEXTでのオンライン生配信） - 日比谷ブロードウェイ(井上芳雄 島田歌穂 中川晃教)として出演 ※緊急事態宣言の延長により無観客オンライン配信にて開催
  - 日比谷音楽祭2022『Hibiya Dream Session 2』（2022年6月4日、日比谷公園YAON、U-NEXT生配信あり） - 日比谷ブロードウェイ(井上芳雄 佐藤隆紀(LE VELVETS) 木下晴香)with 劇団四季 として出演
  - 日比谷音楽祭2023『Hibiya Dream Session 3』（2023年6月4日、日比谷公園YAON、U-NEXT生配信あり） - 日比谷ブロードウェイ（井上芳雄・望海風斗・甲斐翔真）として出演 ※望海風斗は当日欠席
  - 日比谷音楽祭2024（2024年6月9日、日比谷公園） - 日比谷ブロードウェイ（井上芳雄・石丸乾二・遥海）として出演
  - 日比谷音楽祭2025（2025年5月31日、日比谷公園） - 日比谷ブロードウェイ（井上芳雄・島田歌穂・中川晃教・田代万里生・遥海）として出演
- RONxII　20th ANNIVERSARY LIVE『From Here』（2019年6月18日、COTTON CLUB コットンクラブ）
- ソウルメイツ・ハーモニー　チャリティー・コンサート（2019年7月7日、第一生命ホール）
- 浦井健治のDressing Room Live（2019年7月16日、中野サンプラザホール）
- 島田歌穂 Anniversary Concert　≪ I'm On My Own Way ～明日へ～ ≫（2019年9月17日、中野サンプラザ 大ホール）
- KENTARO 30th Anniversary Live ～あの日の路上から～（2019年9月21日、目黒ブルース・アレイ・ジャパン）
- クミコ＆井上芳雄 40th Anniversary Dinner Show（2019年10月29日、ホテルニューオータニ博多）
  - クミコ＆井上芳雄 Xmas Dinner Show（2020年12月15日、ホテルニューオータニ博多）
  - クミコ＆井上芳雄ディナー＆コンサート2020（12月26日、ホテルニューオータニ大阪）
- 井上芳雄 by MYSELF リスナー感謝祭（2019年11月5日 - 6日、LINE CUBE SHIBUYA [渋谷公会堂]）
- 田代万里生10thアニバーサリー・コンサートSimpatia（2020年1月20日、東京オペラシティ コンサートホール）
- 「ナイツ･テイル ー騎士物語ー」シンフォニックコンサート（2020年8月10日 - 8月12日 東京芸術劇場、8月18日 - 8月22日、東京オペラシティ）
- THE MUSICAL CONCERT at IMPERIAL THEATRE ProgramA（2020年8月14日 - 8月17日、帝国劇場）
  - THE MUSICAL CONCERT at IMPERIAL THEATRE ProgramC（2020年8月23日 - 8月25日、帝国劇場）
- 井上芳雄＆中川晃教　僕らこそミュージック（2020年9月23日 帝国劇場、2020年12月9日 - 10日 博多座）
- 帝国ホテル開業130周年記念"The Sanctuary of IMPERIAL" ～プライベートクリスマスコンサート＆ステイ～ クミコ・井上芳雄（2020年12月21日、帝国ホテル 東京）
- 浦井健治 20th Anniversary Live（2021年4月20日、東京国際フォーラム ホールA）
- 井上芳雄 by MYSELF スペシャルライブ 20th Anniversary Live Tour（2021年4月24日 松戸 森のホール21）
- precious moment ～プレシャス・モーメント～ 井上芳雄×小池徹平（2021年7月26日、TBS赤坂ACTシアター）
- 望海風斗コンサート『SPERO』（2021年10月2日 - 3日、KAAT神奈川芸術劇場、10月2日のみ生配信）
- 福岡桜ライオンズクラブpresents青少年健全育成チャリティコンサート「井上芳雄プレミアムナイト」（2021年11月10日、ホテルオークラ福岡）
- Japan Musical Festival 2022（2022年1月28日 LINE CUBE SHIBUYA（渋谷公会堂）※映像出演）
- The Musical Day ～Heart to Heart～ 2022（2022年1月30日 ＠BLUE NOTE TOKYO）
- スーパー・ボーカル・トリオ・コンサート（2022年9月14日 東京国際フォーラム ホールA）
- True Colors SPECIAL LIVE（2022年9月22日、NHKホール）
- 井上芳雄 イヤーエンド ランチ＆ディナーショー（2022年12月27日、帝国ホテル 東京）
- MONE KAMISHIRAISHI 2023 at BUDOKAN（2023年1月25日、日本武道館）- サプライズゲスト
- 20th Anniversary Rio Asumi sings dramas『ヴォイス・イン・ブルー』（2023年9月15日、東京国際フォーラム ホールC） - ゲスト出演
- ボストン・ポップスon the Tour 2023 OSCAR & TONY 日本公演（2023年10月10日、サントリーホール） - ゲストヴォーカル出演
- 日比谷音楽祭クラウドファンディング・リターン企画「ミュージカルのススメ」
  - 井上芳雄と亀田誠治のスペシャルトークショー「ミュージカルのススメ」（2023年10月11日、I'M A SHOW(有楽町マリオン)）
  - 井上芳雄×山崎怜奈×亀田誠治 スペシャルトークショー「ミュージカルのススメ2」（2024年10月3日、I'M A SHOW(有楽町マリオン)）
- 祝・日比谷野音 100 周年 日比谷ブロードウェイ with WOWOW 芳雄のミュー[65]（2023年10月22日、日比谷公園YAON、WOWOW PPV・イープラス生配信）  - MC
- 井上芳雄 by MYSELF × Greenville Concert 2024[66]（2024年4月23日-24日、東京ガーデンシアター）
- 石丸幹二オーケストラコンサート2024（2024年5月3日、福岡シンフォニーホール・アクロス福岡） - ゲスト出演
- お母さんいつまでも元気でね！ハウス食品グループ presents『第18回 母に感謝のコンサート』（2024年5月12日、大阪城ホール） - ゲスト出演
- スジナシシアターVol.17 inなかのZERO大ホール（2024年7月1日、なかのZERO） - ゲスト出演予定も体調不良により休演、代打：浦井健治
- ブルボン Presents めざましクラシックス サマースペシャル 2024（2024年7月26日、サントリーホール 大ホール） - ヴォーカルゲスト
- 廣瀬友祐 talk event - Honesty -（2024年8月19日、渋谷 CBGKシブゲキ!!） - ゲスト出演
- 柚希礼音25th Anniversary『REON JACK5』（2024年8月30日、梅田芸術劇場 シアター・ドラマシティ） - ゲスト出演
- NHKカルチャー45thアニバーサリーフェスタ「井上芳雄が語るミュージカルの世界」（2024年9月17日、大阪工業大学 梅田キャンパス 常翔ホール、見逃し配信あり） - 講師
- 楽しむ能「楽」プロジェクト! 京都公演 ～井上芳雄と深掘りする能楽〜（2024年9月25日、京都観世会館） - トークゲスト
- 島田歌穂デビュー50周年記念 プレミアム シンフォニック コンサート（2024年10月9日、文京シビックホール 大ホール） - スペシャルゲスト
- 芳雄のミュー・オン・ステージ 2024（2024年10月16日、ティアラこうとう） - ゲスト：木下晴香、三浦宏規
- Songwriters' SHOWCASE（2024年12月18日、シアタークリエ） - MC[67]
- CONCERT『THE BEST New HISTORY COMING』（2025年2月14日 - 28日、帝国劇場）
- ニッポン放送「徳光和夫 とくモリ！歌謡サタデー」15周年記念「昭和100年！人生の名曲に喝采を！コンサート」（2025年4月17日、東京国際フォーラムホールA）
- 大阪・関西万博ダンスイベント「昭和平成令和 みんなが踊りたい大ヒット曲！国民投票ベスト30(仮)」公開収録（2025年6月1日、大阪・関西万博会場内「EXPOアリーナ(Matsuri)」）
- 芳雄のミューFes.（2025年6月4日、NHKホール）
- クミコ スペシャルコンサート2025　～今宵 シャンソンティックな歌をあなたに～（2025年7月1日、東京オペラシティ コンサートホール） - スペシャルゲスト
- 井上芳雄トーク＆ミニライブ～九州国立博物館開館20周年応援大使 井上芳雄 館長対談とミニライブ～（2025年7月9日、九州国立博物館 1階エントランスホール）
- ミュージカル『ナイツ・テイル -騎士物語-』ARENA LIVE（2025年8月2日 - 8月10日、東京ガーデンシアター）
- デビュー35周年記念 石丸幹二 オーケストラコンサート2025（2025年8月14日、東京・サントリーホール） - ゲスト
- 〜松本 隆 作詞活動55周年記念 オフィシャル・プロジェクト〜 風街ぽえてぃっく2025 第一夜：風編（2025年9月19日〈予定〉、東京国際フォーラム ホールA）[68]

### Web配信
- 井上芳雄 by MYSELF」オンライン・スタジオライブ（2020年6月6日 - 8日収録、YouTube）
- 井上芳雄 The Amazing 3（2020年10月5日生配信、Streaming+）
- 石丸幹二 デビュー30周年 The Best & Duets 発売記念 ONLINE LIVE（2020年10月11日、収録、Streaming+）
- The Musical Day～Heart to Heart～（2020年12月13日生配信、PIA LIVE STREAM、Streaming+）
- 井上芳雄 by MYSELF Presents オリジナル配信ミュージカル「箱の中のオルゲル」（2021年1月17日生配信、Streaming+、2021年12月13日-12月26日再配信、Streaming+）
- 「井上芳雄 by MYSELF」 スペシャルライブ配信 20th Anniversary Festival! ～急遽生配信！裏切らない芳雄4時間フェス～（2021年5月8日生配信、CODING、Streaming＋）
- 日比谷音楽祭2021（2021年5月29日生配信、U-NEXT） - 日比谷ブロードウェイ(井上芳雄 島田歌穂 中川晃教)として出演
- 井上芳雄と劇団ぼるぼっちょ公演　ひとりぼっちょ音声劇『クンセルポーム・クンセル塔の娘』（2021年10月19日 - 11月21日音声収録、Paskip）
- 濱田めぐみミュージカルデビュー25周年記念CD『Connect』発売記念配信イベント（2022年1月22日生配信、Streaming＋ ※お祝いコメントのみ）
- グリーン＆ブラックス 公開ゲネプロ2022（2022年3月18日生配信、PIA LIVE STREAM、Streaming＋）
- 舞台「奇蹟 miracle one-way ticket」東京公演収録映像（2022年4月23日 - 4月29日、Streaming＋）
- ダディ・ロング・レッグズ 〜足ながおじさんより〜 LIVE配信（2022年8月31日、uP!!!、TELASA）
- ミュージカル「エリザベート」1/30 (月) 17時公演（2023年1月30日、uP!!!、TELASA）
- ミュージカル「ジェーン・エア」4/1(土) 17:30公演（2023年4月1日、uP!!!、TELASA）
- ミュージカル「ジェーン・エア」4/2(日) 12:30公演（2023年4月2日、uP!!!、TELASA）
- ミュージカル「ベートーヴェン」12/24 (日) 17時公演（2023年12月24日、uP!!!、TELASA）
- ミュージカル「ベートーヴェン」1/21 (日) 12時公演（2024年1月21日、uP!!!、TELASA）
- 生配信『伊礼彼方の部屋vol.15～井上芳雄×上川一哉×伊礼彼方 ーなんてすごいんだ！芸術家ボヘミアン達と自己紹介好きの貴族の真っ赤な狂宴ー「坊やと呼ぶのはもう・・・」』（2024年8月2日生配信、Streaming＋）

### 映画
- ハミングライフ（2007年1月13日、フロンティアワークス） - 小川智宏 役
- 夢のまにまに（2008年10月18日、パル企画） - 村上大輔 役
- おのぼり物語（2010年7月17日、東京テアトル） - 主演・片桐聰（カラスヤサトシ） 役
- 宇宙兄弟（2012年5月5日、東宝） - 真壁ケンジ 役

### テレビドラマ
- OLにっぽん（2008年10月8日 - 12月10日、日本テレビ） - 都留康介 役
- イケ麺新そば屋探偵〜いいんだぜ!〜 第10話（2009年9月13日、日本テレビ） - ヤクザ・ヨシオ 役
- 猫弁と透明人間（2013年4月22日、TBS） - 沢村透明 役
- そこをなんとか2（2014年8月3日 - 9月21日、NHK BSプレミアム） - 西別府徹也 役
- 救世済民の男・第2部『小林一三 〜夢とそろばん〜』（2015年8月29日・9月5日、NHK大阪放送局制作 / NHK総合） - 小林冨佐雄 役／語り[69]
- 連続ドラマW 海に降る（2015年10月10日 - 11月14日、WOWOW） - 高峰浩二 役[70]
- わたしを離さないで 第4話・第5話（2016年2月5日・12日、TBS） - 立花浩介 役[71]
- 私 結婚できないんじゃなくて、しないんです 第2話（2016年4月22日、TBS） - 津山剛士 役
- 大河ドラマ おんな城主 直虎 第5話 - 第9話（2017年2月5日 - 3月5日、NHK） - 小野玄蕃 役[72]
- 小さな巨人 第6話 - 最終話（2017年5月21日 - 6月18日、TBS） - 横沢裕一 役[73]
- 連続ドラマW コールドケース2 〜真実の扉〜 第7話（2018年11月24日、WOWOW） - 神林イサム 役[74]
- 半沢直樹（TBS） - 加納一成 役[75]
  - 半沢直樹Ⅱ・エピソードゼロ〜狙われた半沢直樹のパスワード〜（2020年1月3日、TBS）
  - 2020年版 第1話（2020年7月19日、TBS）

### テレビ番組（レギュラー）
- 福田雄一×井上芳雄「グリーン&ブラックス」全72回（2017年4月29日 - 2023年3月31日、WOWOWプライム）[76] - 放送終了
- 美しい日本に出会う旅（2017年4月 - 、BS-TBS） - 旅の案内人（ナレーション）
- はやウタ（2021年4月 - 、NHK総合） - 司会
- 行列のできる相談所（2022年5月1日 - 2025年3月30日、日本テレビ） - レギュラーMC - 放送終了
- 生放送！井上芳雄ミュージカルアワー『芳雄のミュー』[77]（2023年4月26日 - 、WOWOW） - 司会

### テレビ番組
- たけしの誰でもピカソ（2001年7月13日、2004年3月12日、テレビ東京） - テレビ番組初出演
- ライオンのごきげんよう（2003年10月15日、フジテレビ）
- 世界ウルルン滞在記（2004年4月25日、TBSテレビ）ウズベキスタン・大自然の荒馬に…井上芳雄が出会った
- 森田一義アワー 笑っていいとも！（2004年6月30日、フジテレビ） - テレフォンショッキング
- スタジオパークからこんにちは（2004年9月3日、2006年1月15日、2006年4月20日、2014年08月28日、NHK総合）
- 週刊なびＴＶ（2005年1月23日、NHK BS2）
- ＢＳあなたのステージ あなたが主役　音楽のある街で（2005年2月19日、NHK BS2）
- Top Runner 第288回（2005年5月15日、NHK教育）
- シブヤらいぶ館 シング・シング・シング －　クミコ・井上芳雄　－（2006年4月20日、NHK BSプレミアム）
- ミュージカルの貴公子～井上芳雄コンサート～（2006年9月18日、NHK BSプレミアム）
- シリーズ　昭和の歌人（うたびと）たち 「中田喜直～“めだかの学校”から“夏の思い出”」（2007年6月30日、NHK BS2）
- 徹子の部屋
  - 2008年7月28日、テレビ朝日
  - 2020年8月14日、テレビ朝日
  - 2025年7月24日、テレビ朝日、ゲスト 上白石萌音 - 堂本光一とサプライズVTR出演
- 今宵ゴージャス！（2008年7月29日、NHK 総合）
- 歌謡チャリティコンサート（2009年5月1日、NHK総合）
- ミューズの晩餐（2009年6月6日、テレビ東京）
- ＢＳエンターテインメント 「華麗なるショーの世界」（2009年6月27日、NHK BS2）
- ＢＳ永遠の音楽 「映画音楽大全集」（2009年8月1日、NHK BS2）
- 映画音楽に乾杯！＜新＞（2010年4月25日、NHK BS2）
- プレミアムシアター（演劇） 「組曲虐殺」（2010年5月1日、NHK BSプレミアム）
- 映画音楽に乾杯！ 「サマースペシャル」（2010年8月29日、NHK BS2）
- トニー賞ミュージカルの魅力 「日本人が愛した魅惑のミュージカル・ナンバー」	（2011年6月11日、NHK BSプレミアム）
- ＢＳコンシェルジュ 納涼！列島縦断夏祭りを楽しむ▽名優続々！帝国劇場１００年特集（2011年8月22日、NHK 総合）
- 第３８回日本賞授賞式　輝け！教育コンテンツ世界一（2011年10月30日、NHK 教育）
- プレミアムシアター 「Ｔｒｉａｎｇｌｅ　ｖｏｌ．２　探し屋ジョニーヤマダ」（2012年9月3日、NHK BSプレミアム）
- プレミアムシアター 「負傷者１６人」（2012年12月3日、NHK BSプレミアム）
- NHKスペシャル ラストメッセージ井上ひさし最後の作品（2013年5月4日、NHK総合）
- スカイ・ステージ・トーク　リクエストＤＸ＃３０「井上芳雄・望海風斗」（2013年6月、タカラヅカ・スカイ・ステージ）
- オリンピックコンサート２０１３（2013年6月30日、NHK 総合）
- 劇場中継「イーハトーボの劇列車」（2014年1月4日、NHK 教育）
- 生中継!第68回トニー賞（2014年6月9日・14日、WOWOW） - スペシャルサポーター
- コントの劇場 〜The Actors' Comedy〜（2014年5月23日、NHKBSプレミアム）
- 伝えてピカッチ（2014年8月16日、NHK 総合）
- オリンピックコンサート2014（2014年8月23日、NHK-BSプレミアム）
- 井上芳雄ウィーン音楽紀行～素顔のモーツァルトを探して～（2014年10月25日、BSフジ）
- ライオンのごきげんよう（2005月2月8日 - 10日、2014年12月11日、フジテレビ）
- ウィーン・フィル　ニューイヤーコンサート2015（2015年1月1日、NHK）- スタジオゲスト
- ザ・インタビュー〜トップランナーの肖像〜井上芳雄（2015年5月31日、BS朝日）
- 生中継!第69回トニー賞（2015年6月8日、WOWOW） - スペシャルサポーター
- 開運！なんでも鑑定団（2015年11月17日、テレビ東京）
- 福田雄一×StarS（井上芳雄・浦井健治・山崎育三郎）「トライベッカ」（2016年4月23日 - 9月24日、WOWOWプライム）[78][79]
- うたコン（2016年6月7日、2017年9月5日、10月14日、2018年2月6日、4月17日、5月8日、7月10日、10月16日、2019年2月12日、4月2日、7月2日、9月3日、10月15日、2020年2月4日、6月23日、2021年5月11日、10月4日、2022年5月17日、9月6日、2023年2月14日、10月17日、2024年1月30日、3月5日、4月9日、9月24日、2025年6月3日、8月26日、NHK総合）
- 生中継!第70回トニー賞（2016年6月13日、WOWOW） - スペシャルサポーター
- 情熱大陸（2016年7月31日、TBSテレビ）
- さらさらサラダ（2016年10月19日、2017年4月6日、NHK名古屋放送局）
- SONGS
  - 第396回（2016年10月20日、NHK総合）
  - SONGSスペシャル「ディズニーミュージカル名曲集」（2017年3月25日、NHK総合）
  - 堂本光一×井上芳雄（2018年11月3日、NHK総合）
  - 堂本光一×井上芳雄～スピンオフ～（2019年2月9日、NHK総合）
  - 第685回（2025年7月24日、NHK総合）

- アウト×デラックス（2016年10月27日、フジテレビ）
- 世界一受けたい授業（2016年11月19日、2022年1月22日、日本テレビ）
- SWITCHインタビュー達人達　井上芳雄×高橋大輔（2016年12月10日、NHK Eテレ）
- それゆけ!ミュージカル応援し隊 井上芳雄の小部屋（第1回2016年12月17日、第2回2017年1月2日、第3回2017年2月11日、WOWOW） - MC [80]
- くりぃむクイズ ミラクル9（2017年1月25日、テレビ朝日）
- スタジオパークからこんにちは（2017年2月17日、NHK総合）
- ちちんぷいぷい（2017年3月29日、MBS毎日放送）
- おはサタ!（2017年5月6日、NHK福岡）
- ごごナマ おしゃべり日和（2017年8月2日、NHK総合）
- にじいろジーン（2017年9月2日、2018年3月31日、関西テレビ）
- プレミアムステージ　陥没（2017年9月4日、NHK－BSプレミアム）
- 関ジャム 完全燃SHOW（2016年1月31日、2016年5月22日、2017年9月17日、テレビ朝日）
- スッキリ（2017年9月29日、2021年5月14日、6月30日、8月11日、11月2日、12月3日、2022年1月17日、2022年3月28日、日本テレビ）
- 井上芳雄 音楽劇「星の王子さま」（2017年9月30日、WOWOW）
- ぴったんこカン・カン（2017年11月17日、TBSテレビ）
- 「慈しみの大地 －生きている寿庵の魂－」（2017年11月22日・26日、IBC岩手放送、BS-TBS） - ナビゲーター
- ディズニーの魔法！豪華、夢のステージ『リトル・マーメイド』イン・コンサート（2017年12月2日、BS-TBS）
- FNS歌謡祭（2017年12月13日、2018年12月5日、2019年12月4日、2021年12月8日、2022年7月13日、2023年7月12日、2023年12月6日、フジテレビ）
- 第６１回ＮＨＫニューイヤーオペラコンサート（2018年1月3日、NHK 教育）
- 日本の名曲 人生、歌がある（2018年1月10日、2020年5月23日、2020年8月1日、2020年9月19日、BS朝日）
- サラメシ「シーズン7 第26回」（2018年1月23日、NHK総合）
- 輝きYELL（2018年2月10日、日本テレビ）
- ニュース　シブ５時（2018年4月13日、NHK 総合）
- LIFE!〜人生に捧げるコント〜（2018年4月13日、NHK総合）
- 生中継！第72回トニー賞授賞式（2018年6月11日、WOWOW） - ナビゲーター
- KinKi Kidsのブンブブーン
  - 151 演劇の街・日比谷で大人のお店巡り（2018年6月23日、フジテレビ）
  - 354 身体を張って欲しいものを手に入れたい!（2022年11月12日、フジテレビ） - 友情出演
  - 414~416 ゆるゆる運動会（2024年3月16日、23日、30日、フジテレビ）

- ボクらの時代（2018年7月15日、2025年5月11日、フジテレビ）
- 爆報!THEフライデー（2018年7月27日、TBSテレビ）
- 有田哲平の夢なら醒めないで（2018年11月6日、TBSテレビ）
- あさイチ（2018年11月13日、2021年4月16日、2022年1月19日、NHK総合）
- 堂本兄弟　2018みんな集まれ!忘年会SP（2018年12月26日、フジテレビ）
- 女が女に怒る夜～2019年愚痴始めSP 上田晋也VS12人の怒れる女たち（2019年1月21日、日本テレビ）
- バゲット（2019年2月21日、日本テレビ系）
- しゃべくり007（2019年3月11日、日本テレビ）
- Sound Inn "S"（2019年3月16日、BS-TBS）
- 坂道テレビ　～乃木と欅と日向～（2019年3月23日、NHK 総合）
- ミリオンヒット音楽祭 演歌の乱（2019年3月26日、TBSテレビ）
- サワコの朝（2019年5月4日、TBSテレビ）
- トニー賞授賞式
  - 生中継！第73回トニー賞授賞式（2019年6月10日、WOWOW） - ナビゲーター
  - ライブ配信！第74回 トニー賞授賞式　事前受賞の部（2021年9月27日、WOWOW） - ナビゲーター
  - 生中継！第74回トニー賞授賞式（2021年9月27日、WOWOW） - ナビゲーター
  - 生中継！第76回トニー賞授賞式（2023年6月12日、WOWOW） - ナビゲーター
  - 生中継！第77回トニー賞授賞式（2024年6月17日、WOWOW） - ナビゲーター
  - 生中継！第78回トニー賞授賞式（2025年6月9日、WOWOW） - ナビゲーター
- The Covers
  - 2019年7月28日、NHK BSプレミアム
  - 2023年3月12日、NHK BSプレミアム
  - 2025年5月11日、NHK BSプレミアム - 松田聖子ナイト!〜デビュー45周年スペシャル〜第2夜
  - 2025年8月3日、NHK BSプレミアム - サマースペシャル 第1夜 〜アクターズ・ナイト！〜
  - 2025年8月14日、NHK BSプレミアム - ディズニー＆ミュージカルSP ～ドリーム＆ピース～

- 情報ライブ ミヤネ屋（2019年7月31日、読売テレビ）
- 行列のできる法律相談所（2019年8月18日、2021年6月13日、2021年8月29日、日本テレビ） - ゲスト
- プリンスロード VOL.2 ～2019-2020 ミュージカル大辞典～（2019年8月25日、CSテレ朝チャンネル1）
- みいつけた!（2019年9月6日、NHK-Eテレ）
- 人生イロイロ超会議（2019年10月21日、TBS）
- 『五木ひろしの変な異次元酒場』 前編 ～井上芳雄、六角精児ら 豪華共演～（2019年10月12日、WOWOWプラス 歌謡ポップスチャンネル）
- ノンストップ!（2020年7月1日、2024年10月24日、フジテレビ）
- サンデージャポン（2020年7月19日、2021年4月10日、TBSテレビ）
- 僕らのミュージカル・ソング2020（2020年6月20日、7月25日、WOWOW） - 司会
- ミュージックフェア（2020年7月18日、2021年8月21日、2022年6月4日、2022年12月24日、2023年10月14日-VTR出演、フジテレビ）
- 24時間テレビ（2020年8月22日、2023年8月27日、日本テレビ）
- 『NOW!ZOOM ME!!』特別企画　井上芳雄×望海風斗 Dream Collaboration（2020年9月1日、タカラヅカ・スカイ・ステージ）
- 五木ひろしの異次元ライブ2020～歌で伝えたかったこと～（2020年9月13日、10月4日、WOWOWプラス 歌謡ポップスチャンネル）
- 井上芳雄の『銀河鉄道の夜』（2020年9月19日、CS衛星劇場）
- 森光子生誕100年～放浪記 永遠のメッセージ～（2020年8月28日、NHK-BSプレミアム）
- 映画音楽はすばらしい!（2020年10月10日、2021年3月24日、4月3日、12月27日、2022年12月24日、NHK BS4K / BSプレミアム）
- THE MUSICAL CONCERT at IMPERIAL THEATER（2020年10月10日、11月21日、WOWOW） - 司会
- タダイマ!（2020年12月7日、14日、21日、RKB毎日放送）
- WOWOW夜会SP 豪華出演者が語るオリジナルの魅力！（2020年12月23日、WOWOW総合Twitter）
- 僕らのミュージカル・ソング2020年末スペシャル（2020年12月26日、WOWOW）
- ガキの使い!大晦日年越しSP絶対に笑ってはいけない大貧民GoToラスベガス24時!（2020年12月31日、日本テレビ）
- 井上芳雄＆中川晃教 僕らこそミュージック（2021年1月24日、日テレプラス）
- プリンスロード VOL.7～生歌スペシャルライブ～＜生中継＞（2021年1月26日、CSテレ朝チャンネル） - 司会
- 幸せ!ボンビーガール（2021年2月2日、日本テレビ） - ゲスト司会
- 井上芳雄&山内恵介のただいま福岡旅（2021年2月12日、NHK福岡放送局）
- The Vocalist～音楽に恋して～『井上芳雄』（2021年3月28日、CS放送 TBSチャンネル1）
- 有田Pおもてなす（2021年5月1日、NHK総合）
- グリーン&ブラックス アフターパーティ～グリブラ居残りゼミ～（2021年5月31日、生配信、YouTube/WOWOWオンデマンド）
- TOKIOカケル（2021年6月2日、フジテレビ）
- シューイチ（2021年6月13日、日本テレビ）
- 中川晃教 Live Music Studio#5（2021年8月1日、日テレプラス）
- MUSIC FAIR（2021年8月21日、2022年6月4日、2023年3月4日、2023年12月9日、2025年1月11日、1月18日、フジテレビ）
- 家事ヤロウ!!!3時間SP（2021年9月21日、テレビ朝日）
- クラシックTV 
  - 『井上芳雄と知るモーツァルトの世界』（2021年9月23日、NHK総合）
  - 『京本大我とめぐる音楽の都ウィーン』（2022年2月3日、NHK総合）
  - スピンオフ特番『ミュージカルTV』（2022年11月3日、NHK Eテレ） - ゲストMC
  - スピンオフ特番『ミュージカルTV特別編PART1』（2023年1月12日、NHK Eテレ） - ゲストMC
  - スピンオフ特番『ミュージカルTV特別編PART2』（2023年2月16日、NHK Eテレ） - ゲストMC
  - 『ギュギュっと！大作曲家スペシャル Part1』（2024年3月14日、NHK Eテレ）
- 中居正広のダンスな会（2022年1月29日、テレビ朝日系）
- ダンス日本一決定戦!THE DANCE DAY 関東大会[81]（2022年3月29日、日本テレビ） -  総合司会
- Japan Musical Festival 2022（2022年3月26日、日テレプラス）
- 上田と女が吠える夜（2022年5月11日、2023年7月5日、2025年2月26日、日本テレビ）
- ZIP!
  - 2022年5月6日、5月13日、5月20日、5月27日、日本テレビ - 金曜パーソナリティー[82][83]
  - 2023年3月24日、5月5日、11月3日、2024年4月15日、5月27日、2025年2月28日、日本テレビ - 生放送ゲスト
  - 2024年11月1日、11月8日、11月15日、11月22日、11月28日、日本テレビ - 金曜パーソナリティー[84]
  - 2025年7月24日、日本テレビ - 堂本光一と生放送ゲスト
- THE DANCE DAY
  - 第1回大会（2022年5月18日、生放送、日本テレビ） - 総合司会
  - 賞金1000万円!ダンスNo.1決定戦 THE DANCE DAY開幕直前SP（2023年5月6日、日本テレビ）
  - 第2回大会[85]（2023年5月6日、生放送、日本テレビ） - 総合司会
  - THE DANCE DAY 世界最高峰の激戦舞台裏&その後の活躍に密着SP（2024年4月20日、日本テレビ）
  - 第3回大会（2024年5月25日開催・収録、2024年5月27日放送、日本テレビ） - 総合司会
- 生中継！第75回トニー賞授賞式（2022年6月13日、WOWOW） - ナビゲーター
- 土曜スタジオパーク『バリューの真実』特集（2022年6月18日、NHK総合、ゲスト：京本大我） - VTR出演
- ヒルナンデス!（2022年7月6日、日本テレビ）
- 解禁!音楽番組 名シーンランキング　THE神うた（2022年9月27日、日本テレビ）
- 天童よしみ＆井上芳雄＆山内惠介 スーパーボーカル異色の共演SP（2022年11月11日、BS-TBS）
- True Colors SPECIAL LIVE（2022年11月12日、NHK Eテレ）
- 第12回明石家紅白![86]（2022年12月17日、NHK総合）
- 笑って年越し!世代対決 昭和芸人VS平成・令和芸人（2022年12月31日、生放送、日本テレビ） - 審査員
- 新春・宝塚スペシャル 星組公演「ジャガービート」（2023年1月2日、NHKBSP）
- ニノさん（2023年1月15日、日本テレビ）
- M-ON! LIVE 上白石萌音「MONE KAMISHIRAISHI 2023 at BUDOKAN」（2023年2月4日、MUSIC ON! TV） - シークレットゲスト
- NHKのど自慢チャンピオン大会2023（2023年2月25日、生放送、NHK総合） - 審査員員
- 華丸・大吉のなんしようと？（2023年3月3日、テレビ西日本）
- 石原さとみが観た"奇跡"世界が愛したミュージカル「マチルダ」[87]（2023年3月25日、日本テレビ(関東ローカル)） - VTR出演
- 世界で輝き続けるアーティスト熊川哲也 新たなる冒険（2023年3月25日、TBS(関東ローカル)） - VTR出演
- みんなのうた[88]（2023年4月・5月、NHK）- 『ぼくは人工衛星』作詞・作曲：堂島孝平、編曲：堂島孝平・コトリンゴ
- DayDay.
  - 2023年5月5日、生放送、日本テレビ
  - 2023年11月3日、生放送、日本テレビ
  - 2025年2月28日、生放送、日本テレビ
  - 2025年7月24日、生放送、日本テレビ - 堂本光一とゲスト出演
- トニー賞がやってくる!（WOWOW）
  - #1（2023年5月13日）
  - #2（2023年5月27日）

- THE MUSIC DAY 2023（2023年7月1日、生放送、日本テレビ） - 行列バンドとして出演
- 究極ガイド 2時間でまわる大英博物館（2023年7月25日、NHK BS4K） - 上白石萌音さんとのナレーション
- NHKのど自慢（2023年7月30日、生放送、NHK総合） - ゲスト
- KERA・MAP#010「しびれ雲」（2023年8月6日、NHK BSプレミアム、BS4K）
- NES-FES.（2023年8月26日、2023年9月9日、TKU テレビ熊本）
- 日比谷ブロードウェイ with 芳雄のミュー（2023年11月18日、WOWOW）
- 世界ふしぎ発見！（2023年11月25日、TBS）
- 誰も知らない明石家さんま 第9弾（2023年11月26日、日テレ）
- キントレ（2023年12月2日、日テレ）
- 土スタ（2024年1月27日、NHK Eテレ）
- ブギウギ音楽祭（2024年2月8日、NHK総合・関西地方、2月22日、NHK総合・全国）
- 午前0時の森「おかえり、こっち側の集い」（2024年2月13日、日テレ）
- 絶対観たい！観ればハッピー！ブロードウェイ・ミュージカル「天使にラブソングを」（2024年4月25日、日テレ） - コメント出演
- 酒のツマミになる話（2024年5月3日、フジテレビ）
- おしゃれクリップ（2024年5月5日、日テレ） - 山崎育三郎と共演
- ぽかぽか（2024年5月14日、フジテレビ） - タレコミVTR出演（ゲスト：西田ひかる・中川晃教）
- アーティスト別モノマネ頂上決戦 俺にアイツを歌わせたら右に出るものはいない
  - 2024年5月16日、TBS  - 審査員
  - 2024年9月20日、TBS  - 審査員
- A-Studio＋（2024年6月14日、TBS）
- ぽかぽか（2024年6月27日、フジテレビ）- はいだしょうこと共演
- 井上芳雄 by MYSELF × Greenville Concert 2024（2024年8月18日、WOWOW）
- 帰れマンデー 特別編 いいとこテンこ盛りツアー（2024年8月31日、テレビ朝日）
- 特番「放送65年 おかあさんといっしょの魔法」（2024年10月30日、NHK総合） - 番組ナビゲーター
- 誰も知らない明石家さんま 第10弾（2024年12月1日、日テレ）
- 題名のない音楽会（2024年12月14日、テレビ朝日）
- ディズニー名曲ベストセレクション（2025年2月11日、NHK総合） - 2017年3月25日「SONGS」放送時の映像
- 芳雄のミュー・オン・ステージ 2024（2025年2月12日、WOWOW）
- ライターズ（2025年2月24日、日テレ）
- さよなら帝国劇場 最後の1日 THE ミュージカルデイ（2025年2月28日、日テレ） - 市村正親、堂本光一と共にMC（帝国劇場から生放送）
- 玉置浩二ショー（2025年3月15日、NHK BS） - トークゲスト
- ベスコングルメ（2025年4月20日、TBS）
- せっかち勉強（2025年4月24日、TBS）
- 知識の扉よ開け! ドア×ドア クエストSP（2025年5月16日、TBS）
- 万博会場でタイムスリップ！日本人が1番踊りたい神曲ベスト30 ～時代を作った大ヒットダンス曲～（2025年6月13日、日テレ）
- 昭和100年！人生の名曲に喝采を！コンサートチャンネル（2025年7月28日、チャンネルNECO）
- 上沼＆香取のずっと伝えたかった（2025年8月5日、フジテレビ）
- 芳雄のミューFes.（2025年8月16日、WOWOW）

### 講座
- コクーン アクターズ スタジオ（CAS）特別ワークショップ（2024年7月21日、シアターコクーン） - ゲスト講師
- 井上芳雄が語るミュージカルの世界（2024年9月17日、大阪・常翔ホール、アーカイブ配信あり） - 講師
- 中高生のための“はじめての”演劇Days 2025（2025年3月2日、新国立劇場）- 講師（お話し）

### ラジオ（レギュラー番組）
- 井上芳雄 by MYSELF（2017年4月2日 - 、TBSラジオ）
- 井上芳雄 開演です!（2022年5月6日 - 2023年3月31日、FM  FUKUOKA）

### ラジオ
- ミュージックメモリー（2008年8月17日、NHK-FM）
- 今日は一日“シャンソン”三昧（ざんまい）第１部（2009年7月20日、NHK-FM）
- 眠れない貴女（あなた）へ（2014年8月3日、NHK-FM）
- ラジオ深夜便（2016年4月3日、NHK ラジオ第1）
- 今日は一日“ミュージカル三昧”（2016年11月23日、NHK-FM）
- とれたてワイド朝生！（2017年3月、KNB）
- ラジオ深夜便　井上芳雄の「星の王子さま」（2017年4月 - 6月、NHK-FM）
- AFTERNOON DELIGHT（2017年7月、FM COCOLO）
- 今日は一日“ミュージカル”三昧（2017年8月11日、NHK-FM）
- オーディオドラマ 青春アドベンチャー「また、桜の国で」（2017年8月 - 9月、NHK-FM）
- 特別番組『井上芳雄 by MY SELF スペシャルライブ』（2017年11月、TBSラジオ）
- 玉川美沙ハピリー（2017年12月、文化放送）
- 今晩は吉永小百合です（2018年4月8日、15日、TBSラジオ）
- ラジフェス2018～いくつハシゴできるかな？～爆笑問題の日曜サンデー』（2018年11月、TBSラジオ）
- UR LIFESTYLE COLLEGE（2018年12月、J-WAVE）
- TBSラジオ スタートアップ・スペシャル 2019 新しいコトはじめよう！（2019年2月、TBSラジオ）
- 今日は一日”ありがとうFM50″三昧 ～オーディオドラマ編～（2019年3月、NHK-FM）
- 上白石萌音 good-night letter（2019年3月、ニッポン放送）
- 西南学院１Dayスペシャル（2019年5月、KBCラジオ）
- ママ☆深夜便（2019年5月、NHKラジオ第一）
- SEIKO SOUND STORAGE（2019年6月、J-WAVE）
- ラジオ深夜便▽ママ深夜便ミニ（2019年6月、NHKラジオ第一）
- すっぴん！（2019年9月18日、NHKラジオ第一）
- オーディオドラマ『青春アドベンチャー「紺碧のアルカディア」～待っているがいい、愛しい黄金の都よ……おまえは私のものだ！～（2019年10月、NHK-FM）
- ジェーン・スー 生活は踊る
  - 2020年5月（TBSラジオ） - ゲスト
  - 2022年11月2日（TBSラジオ） - ジェーン・スーが夏休み取得のため代打パーソナリティーを担当
  - 2024年4月18日（TBSラジオ） - ゲスト
- 日比谷音楽祭 ON RADIO（2020年5月、ニッポン放送）
- Grand Seiko THE NATURE OF TIME（2020年6月、TOKYO FM）
- 生島ヒロシのおはよう一直線（2020年7月、TBSラジオ）
- 伊集院光とらじおと（2020年7月、TBSラジオ）
- らじるラボ 11時台《おとラボ》（2020年11月10日-13日、NHKラジオ第一）
- 日商エステムpresents 平原綾香のハラホロシアター（2021年2月、FM 大阪/FM AICHI）
- らじるラボ（2021年2月、NHKラジオ第一）
- Maaya Sakamoto Special Program -Duets-（2021年3月、FM特番〈TOKYO FM/FM 大阪/FM AICHI〉）
- サタデーミュージックバトル 天野ひろゆき ルート930」日比谷音楽祭スペシャル Part2（2021年5月、ニッポン放送）
- ステージぴあ SPOT-LIGHT（2021年7月、2022年4月、2025年5月23日、FM COCOLO）
- 望海風斗のサウンド・イマジン
  - 2022年8月（NHKラジオ第一）
  - 2024年12月22日（NHK-FM） - Kと共演

- 亀田誠治のオールナイトニッポンGOLD～ 日比谷音楽祭スペシャル～（2023年5月31日、ニッポン放送） - ゲスト
- Mercedes-Benz THE EXPERIENCE（2023年6月4日、J-WAVE） - ゲスト
- まんまる（2024年7月5日、NHKラジオ第一） - 平原綾香と共演
- PAO〜N（パオーン）（2024年8月26日、KBCラジオ） - 電話生出演
- サトコノヘヤ（2025年2月9日、KBCラジオ） - ゲスト
- オールナイトニッポンGOLD～帝劇クロージングSP～（2025年2月14日、ニッポン放送） - 堂本光一と共演
- シャンソン100年物語 〜ラジオとともに育った歌〜（2025年5月3日、NHKラジオ第一） - 加藤登紀子・クミコと共演
- DEFENDER BLAZE A TRAIL（2025年5月11日、J-WAVE） - ゲスト

### ラジオドラマ
- 青春アドベンチャー 「また、桜の国で」（NHK-FM）- 棚倉慎[89]役
- 青春アドベンチャー 「紺碧のアルカディア」2019年10月21日-25日 28日-11月1日 - アレクシオス 役
- ミヤリサン製薬 ラジオ劇場「アキラとあきら」（2024年9月30日 - 、KBCラジオ） - 山崎瑛 役[90]

### 声優（アニメ）
- ソードアート・オンライン アリシゼーション War of Underworld（2020年8月8日、第17話） - エイジ 役
- キャラダチミュージアム～MoCA～短編アニメ『きょうのうらけん』（2021年11月14日、11月21日、11月28日） - ヨシオサン 役

### 声優（アニメ映画）
- プレーンズ（2013年12月21日） - エル・チュパカブラ 役
- 劇場版 ソードアート・オンライン -オーディナル・スケール-（2017年2月18日） - エイジ 役[91]
- 僕のヒーローアカデミア THE MOVIE ヒーローズ:ライジング（2019年12月20日） - ナイン 役[92]

### 声優（ゲーム）
- ソードアート・オンライン フェイタル・バレット DLC「雪原の歌姫」（2019年1月17日） - エイジ 役[93]
- ソードアート・オンライン ラスト リコレクション（2023年10月5日） - エイジ 役
- ソードアート・オンライン フラクチュアード デイドリーム（2024年10月3日） - エイジ 役

### 広告・CM
- POLAデイリーコスメ メンズアルブ「あかすりポロポロクリア」（2001年）
- ロッテアイス「レディーボーデン」Wプリンスキャンペーン（2017年）※山崎育三郎と共演
- サントリー「人生には、飲食店がいる。『不思議な場所』」篇（2021年） - 映画「おのぼり物語」(2010)のワンシーン
- 映画『カラーパープル』（2024年） - TVスポットのナレーション

## CD
※ StarSの作品は「StarS」を参照。

### オリジナル
- Sotto Voce（2002年10月2日発売、ビクターエンタテインメント）
- 空に星があるように（2004年8月11日、ビクターエンタテインメント）
- 風のオリヴァストロ（2017年10月4日発売、ビクターエンタテインメント）
- ミュージカル・セレクション Welcom To The Theater（2008年5月8日発売、ビクターエンタテインメント
- 幸せのピース（2018年7月25日発売、ビクターエンタテインメント）
- 井上芳雄　シングス ディズニー ～ワン・ナイト・ドリーム! ザ・ライヴ（2018年12月12発売、Walt Disney Records）
- 井上芳雄・ミーツ・ディズニー～プラウド・オブ・ユア・ボーイ～（2019年3月6日発売、Walt Disney Records）
- 「届かなかったラヴレター」ソングブック（2010年2月10日発売、エイベックス・マーケティング）「車輪」「会いたくて」収録 - クミコ＆井上芳雄
- 届かなかったラヴレター（2010年2月18日発売、エイベックス・マーケティング）「車輪 with 井上芳雄」収録 - クミコ＆井上芳雄
- 小さな手/きずな（2020年6月24日発売、日本コロムビア） - クミコ＆井上芳雄
- Greenville[94]（2023年3月22日発売、日本コロムビア）
- 雨が止んだら[95]（2025年5月28日発売、日本コロムビア） - 日比谷ブロードウェイとして

### ゲスト参加
- 石井一孝 「reasures in my life」 - ゲスト
- 木村花代 20th ANNIVERSARY「Change of Flower」（2018年8月5日発売、グランアーツ）
- 田代万里生 ミュージカルデビュー10周年記念アルバム 「Simpatia」 (2019年7月31日発売)
- 石丸幹二「AN EVENING with KANJI ISHIMARU」（2019年9月25日発売、SMJ）
- 石丸幹二「Duets」（2020年10月7日発売、SMJ）
- 坂本真綾「Duets」（2021年3月17日発売、フライングドッグ）
- 濱田めぐみミュージカルデビュー25周年記念CD「Connect」（2022年1月26日発売、株式会社ホリプロ）
- 島田歌穂・シングス・ディズニー（2024年11月20日発売、ユニバーサル ミュージック）

### 公演CD
- ハロルドとモード
- エリザベート 東宝公演ライブ版　山口祐一郎 ver.
- エリザベート 東宝公演ライブ版　内野聖陽 ver.
- モーツァルト!（日本初演ライブ盤）（2002年、東宝）※廃盤
- モーツァルト!（ハイライト・スタジオ録音盤）（2005年、東宝）
- シンデレラストーリー（2003年キャスト盤）
- アンナ・カレーニナ（スタジオ録音版）
- マリー・アントワネット（ハイライト・ライブ録音盤）
- ミュージカル「ダディ・ロング・レッグズ～足ながおじさんより～」ハイライト・スタジオ録音盤ＣＤ
- ミュージカル「エリザベート」2015年版キャスト全曲収録ライブ盤ＣＤ
- 舞台『組曲虐殺』オリジナルCD
- 井上芳雄による「夜と霧」ライブ録音盤
- グレート・ギャツビー2017年版ハイライト・ライヴ録音盤CD
- 井上芳雄 by MYSELF × Greenville Concert 2024

### デジタル配信楽曲
- 井上芳雄×望海風斗 Dream Collaboration（2020年8月14日） - 望海風斗とコラボレーション
- YOSHIO INOUE LIVE SELECTION 2021（2022年2月23日）
- 静かな夜（2022年11月16日）
- ぼくは人工衛星（2023年4月10日） - NHK「みんなのうた」

## DVD・Blu-ray

### オリジナル
- 井上芳雄コンサート2005「星に願いを」
- 井上芳雄 LIVE 2007 at STB139（ファンクラブ限定）
- 井上芳雄10周年記念コンサート
- 井上芳雄クリスマスディナーショー2011（ファンクラブ限定）
- 井上芳雄 at Billboard Live TOKYO〜Come Fly With Me〜（通常版・初回限定版）
- 井上芳雄 by MYSELF SPECIAL “LIVE” 20th Anniversary Festival! ~裏切らない芳雄4時間フェス~
- 井上芳雄 by MYSELF × Greenville Concert 2024

### 公演作品
- シンデレラストーリーDVD
- アンナ・カレーニナDVD
- こまつ座&ホリプロ公演 「組曲虐殺」DVD
- M.クンツェ＆S.リーヴァイの世界 ～2nd Season～ ミュージカル・コンサート DVD
- モーツァルト!2014年キャスト（井上芳雄version）DVD
- エリザベート2016年キャスト（Black version）DVD
- ダディロングレッグズ〜足ながおじさんより〜 2017年シアタークリエ公演DVD
- シアターコクーン・オンレパートリー2017＋キューブ20th,2017『陥没』DVD
- モーツァルト!2014年キャスト（井上芳雄version）Blu-ray
- エリザベート2016年キャスト（Black version）Blu-ray
- KERA・MAP #010「しびれ雲」DVD
- ジェーン・エア Blu-ray

## 書籍
- 井上芳雄 -自分さがし-（2004年8月、学習研究社） ISBN 4-05-402444-0
- 井上芳雄 開演です!（2008年7月、キネマ旬報社） ISBN 978-4-87376-305-7
- 井上芳雄 35 on the way to …（2014年10月、キネマ旬報社） ISBN 978-4-87376-429-0
- ミュージカル俳優という仕事（2015年12月22日、日経BP社）ISBN 978-4822272579
- 読売新聞が報じた井上芳雄の20年（2020年9月4日、読売新聞社）
- 夢をかける（2020年12月21日、日経BP社）ISBN 978-4296108152
- 井上芳雄のミュージカル案内（2021年10月6日、SB新書）ISBN 978-4-8156-1196-5 - 改訂版として発行
- レジェンド・オブ・ミュージカル with 井上芳雄（2023年12月25日、日経BP）ISBN 978-4-296-20210-2

## 連載
- ミュージカル出版社『ミュージカル』～井上芳雄のミュージカルに恋をした！！～（隔月5日発売、ミュージカル出版社）
- NIKKEI STYLE『井上芳雄 エンタメ通信』（2017年7月 - 2022年10月）
- 日経クロストレンド『井上芳雄 エンタメ通信』（2022年12月 - ）

## 受賞歴
- 2006年：第13回読売演劇大賞 杉村春子賞（モーツァルト!、エリザベート2作品の演技に対して）[96]
- 2008年：第33回菊田一夫演劇賞・演劇賞（モーツァルト!、ウェディング・シンガー、ロマンスでの演技に対して）[97]
- 2011年：第20回日本映画批評家大賞・ミュージカル大賞（「モーツァルト!」他）
- 2013年：芸術選奨新人賞（ダディ・ロング・レッグズでの演技に対して）[98]
- 2013年 : 第20回読売演劇大賞・優秀男優賞 (ダディ・ロング・レッグズ、組曲虐殺2作品の演技に対して）
- 2014年：第5回岩谷時子賞奨励賞（StarS（井上芳雄/浦井健治/山崎育三郎）として）
- 2015年：第36回松尾芸能賞・優秀賞[99]
- 2015年：WOWOW presents「勝手に演劇大賞2014」・男優賞[100]